# Archéloque
Ne doit pas être confondu avec Archiloque ou Archiloque de Corcyre.
Dans la mythologie grecque, Archéloque ou Archélochos (en grec ancien Ἀρχéλοχος / Arkhélokhos) est un Troyen, fils d'Anténor et de Théano.

## Mythe
Archéoloque est un des enfants d'Anténor et de Théano.
Il apparait dans l'Iliade : pendant la Guerre de Troie, il commande les Dardaniens avec Énée et son frère Acamas. Il fait partie de ceux qui chargent le mur achéen au début du chant XII. Il meurt d'un coup de javelot d'Ajax le Grand esquivé par Polydamas,.

### Sources anciennes
1. ↑  Homère, Iliade [détail des éditions] [lire en ligne], chant II, vers 819-823.
2. ↑  Homère, Iliade [détail des éditions] [lire en ligne], chant XII, vers 99-100.
3. ↑  Homère, Iliade [détail des éditions] [lire en ligne], chant XIV, vers 459-475.